# Токсун (повіт)
42°47′35″ пн. ш. 88°39′02″ сх. д. / 42.79314° пн. ш. 88.65055° сх. д.
Токсун (уйг. پىتوقسۇن ناھىيىسى, Toqsun Nahiyisi, Tok̡sun Nah̡iyisi, кит. 托克逊县, пін. Tuōkèxùn Xiàn) — повіт у префектурі Турфан Сіньцзян-Уйгурського автономного району (КНР).

## Географія
Розташований у центральній частині Сіньцзян-Уйгурського автономного району на південних відрогах гірського пасма Богдо-Ула та частково у Турфанській улоговині, лежить на висоті близько 1000 метрів над рівнем моря.

### Клімат
Повіт знаходиться у зоні, котра характеризується кліматом пустель помірного поясу. Найтепліший місяць — липень із середньою температурою 32,1 °C. Найхолодніший місяць — січень, із середньою температурою -7,5 °С.
| Клімат повіту Токсун    | Клімат повіту Токсун | Клімат повіту Токсун | Клімат повіту Токсун | Клімат повіту Токсун | Клімат повіту Токсун | Клімат повіту Токсун | Клімат повіту Токсун | Клімат повіту Токсун | Клімат повіту Токсун | Клімат повіту Токсун | Клімат повіту Токсун | Клімат повіту Токсун | Клімат повіту Токсун |
| Показник                | Січ.                 | Лют.                 | Бер.                 | Квіт.                | Трав.                | Черв.                | Лип.                 | Серп.                | Вер.                 | Жовт.                | Лист.                | Груд.                | Рік                  |
| Середній максимум, °C   | −1,6                 | 7,2                  | 17,2                 | 26,5                 | 33,1                 | 38,2                 | 39,5                 | 37,6                 | 31,8                 | 22,3                 | 10,2                 | −0,4                 | 21,8                 |
| Середня температура, °C | −7,5                 | 0,1                  | 9,9                  | 19,1                 | 25,7                 | 30,8                 | 32,1                 | 29,7                 | 23,1                 | 13,7                 | 3,2                  | −5,8                 | 14,5                 |
| Середній мінімум, °C    | −12,1                | −5,8                 | 3,1                  | 12,2                 | 18,5                 | 23,7                 | 25,1                 | 22,4                 | 15,9                 | 7,2                  | −1,9                 | −9,9                 | 8,2                  |
| Норма опадів, мм        | 0.4                  | 0                    | 0.3                  | 0.2                  | 0.6                  | 1.9                  | 1.9                  | 1.4                  | 0.6                  | 0.5                  | 0                    | 0.2                  | 8                    |
| Вологість повітря, %    | 60                   | 44                   | 31                   | 27                   | 29                   | 30                   | 35                   | 39                   | 43                   | 50                   | 54                   | 62                   | 42                   |
| ----------------------- | -------------------- | -------------------- | -------------------- | -------------------- | -------------------- | -------------------- | -------------------- | -------------------- | -------------------- | -------------------- | -------------------- | -------------------- | -------------------- |
| Джерело: data.cma.cn    |                      |                      |                      |                      |                      |                      |                      |                      |                      |                      |                      |                      |                      |

## Населення
| Національність | Частка  |
| -------------- | ------- |
| Уйгури         | 76,53 % |
| Китайці        | 16,50 % |
| Хуей           | 6,97 %  |